# Certiorari (Vereinigte Staaten)
Certiorari ([sɜrʃiəˈrɛəraɪ] oder [sɜrʃiəˈrɛəri], von lateinisch certiorārī (volumus) ‚(wir wollen) Auskünfte einholen‘, kurz auch cert) bezeichnet im Recht der Vereinigten Staaten seit dem Judiciary Act of 1925 einen Verfahrensschritt als Kombination der Zulassung eines eingelegten Rechtsmittels und der Kundgabe des Devolutiveffekts nach außen. Das Rechtsmittelgericht erlässt in diesem Fall ein writ of certiorari.
Der Terminus geht historisch auf die Prozesslehre von Ulpian zurück und bezeichnet die Prozesshandlung, mit der ein übergeordnetes Gericht (iudex ad quem) sich an ein untergeordnetes Gericht (iudex a quo) wendet, um dessen Entscheidung zu überprüfen. Heute wird der Begriff frei übersetzt mit „sende die Gerichtsakte“, in dem allgemeinen Sinne, dass ein übergeordnetes Gericht die Prozessakte bei einem untergeordneten anfordert.
Für den Europäischen Gerichtshof wird die Einführung eines Certiorari diskutiert.